# Espacios de Innovación Tecnológica (Espacios)
Espacios de Innovación Tecnológica, S.C. (Espacios) es una organización de la sociedad civil fundada en 1990 en Oaxaca, México, por personas visionarias cuyo propósito era mejorar la calidad de vida de la gente mediante estrategias que ayudaran a detener el deterioro del ambiente. Espacios ha realizado su trabajo principalmente en Oaxaca, Distrito Federal y Quintana Roo, en colaboración con instituciones y dependencias públicas y privadas, nacionales e internacionales.

## Historia
Espacios de Innovación Tecnológica, S.C. fue fundada por Gustavo Esteva, Enrique Vignau, Virgilio Caballero y Liliana Manjarrez en Oaxaca, Oaxaca, en 1990, originalmente con el nombre “Espacitos Culturales de Innovación Tecnológica, S.C.” (Espacitos), con el propósito de articular sus esfuerzos individuales para mejorar la calidad de vida de los habitantes del estado de Oaxaca, a través de estrategias que ayudaran a la conservación del ambiente y del patrimonio natural y cultural de las personas y los pueblos, y a articular sus usos y costumbres autóctonos con las formas de vida contemporáneas.
Durante los primeros años el estado de Oaxaca fue sede y campo de trabajo de Espacios, donde en colaboración con el gobierno estatal y Unicef realizó proyectos que mejoraron la infraestructura familiar de saneamiento de miles de hogares que no contaban con un servicio adecuado para la gestión de excretas, principalmente en las zonas rurales del estado.
Durante ese tiempo, gracias a la iniciativa de los participantes en un curso sobre saneamiento alternativo impartido en las instalaciones de Radio Televisión Oaxaca, fue acuñado el término sanitario ecológico seco, que sustituyó a letrina seca y letrina vietnamita, como parte de la estrategia para dignificar y lograr la plena aceptación de esta tecnología.
La actividad en Oaxaca tuvo repercusiones en los estados de Guerrero y San Luis Potosí, en donde Unicef apoyó la construcción de sanitarios ecológicos secos en Acapulco, así como la investigación de variantes que aprovecharan otras tecnologías alternativas, como la lombricomposta, para lograr una adecuada transformación de las excretas en composta orgánica.
En 1998 Espacios cambió de sede a la Ciudad de México, y por algunos años su trabajo se vio disminuido debido a las pocas oportunidades presentadas. Sin embargo a partir de 2007 volvieron los proyectos a través de apoyos y trabajos conjuntos con el Instituto Nacional de Desarrollo Social (Indesol), la Comisión Nacional para el Conocimiento y Uso de la Biodiversidad (Conabio), el Instituto de Ciencia y Tecnología del DF (ICyT) y la UNAM principalmente, y con la labor de nuevos colaboradores en campo como Luis Frías Tovar y Horacio Abaonza Flores, llevó sus proyectos a Quintana Roo, Morelos, el Estado de México y la Ciudad de México.
En 2011, gracias a su trabajo en el diseño de alternativas para la gestión de excretas sin el uso de agua en viviendas urbanas y suburbanas, obtuvo el Registro nacional de instituciones y empresas de ciencia y tecnología (Reniecyt), otorgado por el Consejo Nacional de Ciencia y Tecnología (Conacyt) a las organizaciones que destacan por su contribución a la ciencia o la tecnología en México.
Actualmente Espacios coordina una estrategia de investigación y diseño de un sanitario ecológico seco urbano en la que participan la UNAM y otras instituciones de prestigio.

## Área de interés
Al diseñar y realizar sus proyectos Espacios ha priorizado siempre la calidad de vida y el cuidado del ambiente mediante estrategias que propicien en la población el conocimiento y la adopción de tecnologías alternativas adecuadas para cada situación.

### Calidad de vida
Tener una buena calidad de vida significa disfrutar de bienestar en la vida cotidiana, no solo a través de la satisfacción de las necesidades básicas sino incluso de algunos satisfactores no prioritarios, siempre que el conseguirlos no signifique contribuir al deterioro del ambiente o de la calidad de vida de otros, o crear cadenas innecesarias de dependencia que propicien la subordinación y, en el largo plazo, el deterioro de la calidad de vida.
De esta forma la preservación y restauración del ambiente son vistas en Espacios como parte de la vida cotidiana y normal de las personas, y no como una carga extra que les represente un esfuerzo adicional a su ya de por sí complicada vida cotidiana.
Un claro ejemplo es el proyecto realizado por Espacios en el estado de Oaxaca entre 1993 y 1998, cuando en colaboración con el sistema DIF estatal promovió la adopción y construcción de sanitarios ecológicos secos en todo el estado, lo cual fue una herramienta no solo para el cuidado del ambiente, sino también para una mejor salud para sus usuarios.

### Ambiente
Desde su aparición hace tres mil 600 millones de años, la vida en la Tierra se ha establecido y diversificado gracias a la existencia de ciclos estables y duraderos, como los de los elementos (oxígeno, carbono, nitrógeno, etc.) o las cadenas alimenticias (también cíclicas), lo cual puede entenderse desde la perspectiva de que el mundo y sus recursos son finitos, y para que la vida perdure debe basarse en el restablecimiento continuo y permanente de las condiciones que la hacen posible.
Desafortunadamente el modo de vida prevaleciente en los últimos siglos en la mayoría de las sociedades humanas se basa procesos lineales que no hacen énfasis en el restablecimiento de las condiciones previas, por lo cual genera situaciones finales completamente diferentes a cualquiera de las etapas de los ciclos naturales, e incluso cancela la posibilidad de su restitución.
En el diseño y realización de sus proyectos Espacios busca la activa y consciente participación de las personas en el restablecimiento de estos ciclos y, de esta manera, de las condiciones adecuadas para que la vida perdure en nuestro planeta: las excretas y los desperdicios orgánicos domésticos son base para la restitución de la fertilidad de la tierra, en lugar de la generación aguas negras y fauna nociva; los desperdicios inorgánicos pueden ser reutilizados como materia prima para nuevos productos, en lugar de formar basureros y fuentes de contaminación.

#### Agua
Uno de los ciclos que más se ha visto alterado por el hombre es el del agua, sobre todo en las últimas décadas. Éste compuesto, conocido incluso como ‘líquido vital’, es en realidad percibido y tratado, aunque sea de forma inconsciente, como un producto de uso cotidiano, del cual podemos disponer en la medida en que tengamos recursos económicos para adquirirlo y deshacernos de él después de haberlo utilizado.
A pesar de que esta percepción pasa inadvertida para prácticamente todos, contribuimos a ella en nuestra vida cotidiana al haberla convertido en agente doméstico de limpieza de cualquier cosa (ropa, platos, coches, etc.), componente de procesos industriales irreversibles o acarreador de excretas humanas, sin preocuparnos de restituir sus condiciones iniciales, y en lugar de devolverla al ambiente libre de impurezas la convertimos en mensajera de contaminación en los ríos y lagos por donde pasa, y en agente de destrucción en los mares en donde desemboca, como la Zona Muerta del Golfo de México, en donde ha contribuido a la muerte de plantas y peces debido a la falta de oxígeno que provoca.
La construcción de plantas de tratamiento de aguas residuales en muchas partes del mundo ha logrado disminuir muy poco esta situación, pero no realmente, sobre todo nos ha proveído de una razón para desentendernos del asunto y para creer que todo puede seguir igual, en lugar de comprometernos a cambiar de forma radical nuestra forma de hacer las cosas para lograr condiciones reales de sustentabilidad y bienestar para nosotros mismos.
Es por esto que Espacios se ha abocado a la investigación, diseño y elaboración de dispositivos y sistemas para la gestión en seco de las excretas humanas en ambientes rurales, suburbanos y urbanos que, sin sacrificar la comodidad y el bienestar de las personas, los conviertan en agentes de esta nueva forma de entender la sustentabilidad y nuestro papel para conseguirla. Además del ahorro de agua implícito en estas tecnologías, su uso respeta el ciclo del agua y permite el restablecimiento del ciclo de la materia orgánica representada por las heces humanas, que de esta forma pueden reintegrarse a la tierra de forma productiva y sin ser agentes de propagación de enfermedades entre la población.

### Tecnología Alternativa o de bajo impacto ambiental
Entendemos la tecnología alternativa como una opción a la tecnología convencional, ya que esta última suele presentar diversos perjuicios hacia el ambiente como altos consumo de energía o contaminación del agua y del aire y, de esta forma, el establecimiento de procesos lineales contaminantes en lugar de los procesos cíclicos de la naturaleza. La tecnología alternativa consiste en dispositivos y sistemas que procuran el mismo bienestar y servicios a las personas, pero minimizan o evitan por completo los daños e inconvenientes para la naturaleza.
Espacios se ha preocupado por el diseño de estrategias para lograr la aceptación de la tecnología de bajo impacto ambiental entre la gente, los cuales incluyen por supuesto dispositivos cómodos y atractivos, pero también el involucramiento con la forma de ser, las costumbres y las aspiraciones de las personas.

## Filosofía
Quienes colaboramos en Espacios entendemos que la protección del ambiente no es algo que pueda esperar, pero también que el éxito de esta empresa depende del involucramiento y la activa participación de todos, no solo de la ejecución de planes y proyectos elaborados por gobiernos, grandes empresas o investigadores y académicos. También entendemos que la mejor manera de lograr esa participación es mediante acciones que contribuyan a la calidad de vida y al bienestar de la gente: que quienes actualmente gozan de las comodidades que ofrece la vida moderna no las pierdan, y quienes aún no las disfrutan tengan acceso a ellas, en ambos casos de manera responsable y respetuosa del ambiente.
Con esta idea hemos encontrado que una aliada muy valiosa es la tecnología alternativa, entendida no como una serie de aparatos para quienes no tienen acceso a la tecnología moderna sino como los dispositivos y sistemas que permiten el compromiso de las personas en el cuidado y bienestar de los demás, a través de su preocupación y ocupación por la conservación del ambiente.

## Proyectos
Los principales proyectos que Espacios ha realizado para mejorar la calidad de vida de la gente y evitar el deterioro del ambiente son los siguientes:

### Sanitario Ecológico Seco en Oaxaca
En el marco del Programa estatal a favor de la infancia de Oaxaca, a través de acciones de asesoría y capacitación y en coordinación con diversas dependencias del gobierno del estado de Oaxaca y con Unicef, entre 1993 y 1998 Espacios asesoró, supervisó, monitoreó, evaluó y dio seguimiento a la construcción y uso de 75 mil sanitarios ecológicos secos en todo el estado, principalmente en sus zonas rurales.

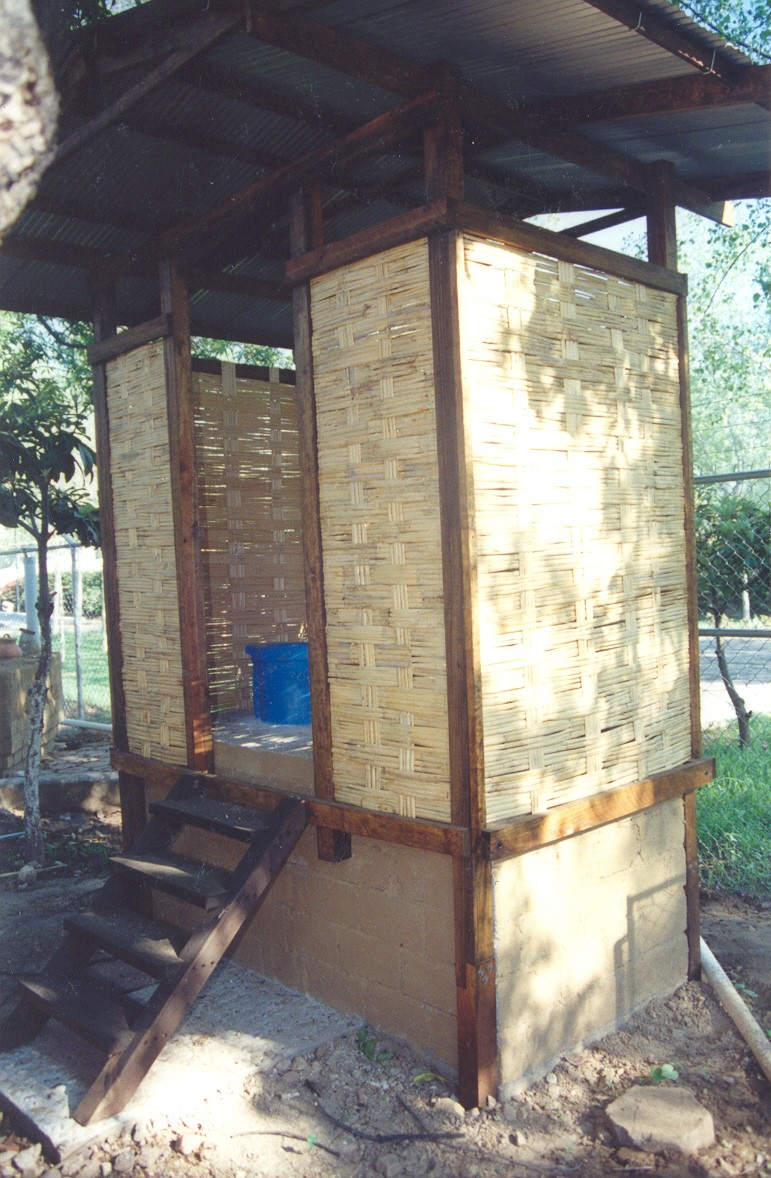
sanitario ecológico seco

La participación de Espacios incluyó la realización de dos visitas anuales a 41 poblaciones, diferentes cada año, distribuidas en las siete regiones del estado, en cada una de las cuales efectuó un promedio de 550 entrevistas con usuarios de los sanitarios con el propósito de conocer sus reacciones ante el sanitario seco, así como para proponer acciones para mejorar el conocimiento de la tecnología y lograr su aceptación entre los participantes en el programa.
La realización de esta labor representó una mejora en la calidad de vida de cientos de miles de personas, quienes al abandonar la defecación al aire libre mejoraron su salud y la de su comunidad y contribuyeron a la conservación y recuperación de los espacios naturales: alrededor de 60 toneladas de excretas fueron procesadas en los sanitarios cada día para convertirse en composta que se reintegraba a los ciclos de la naturaleza.

### Estrategia social y tecnológica para el ahorro de agua en el servicio sanitario en viviendas suburbanas
Durante 2009 Espacios realizó una investigación de campo en cuatro entidades del país, entre personas que alguna vez fueron, o aún eran usuarios de un sanitario ecológico seco, con la finalidad de conocer su experiencia para introducir mejoras técnicas a los dispositivos e incorporar aspectos sociales relevantes a su estrategia de promoción y difusión.
Los resultados mostraron que quienes asimilaron el impacto que el sanitario tiene en su salud y en la conservación del ambiente lo utilizaron correctamente durante años, algunos incluso hasta el momento de la entrevista, y entre quienes ya no lo usaban en ocasiones la razón para haber dejado de utilizarlo era que las autoridades realizaron programas de introducción de drenaje y de alguna forma los forzaron a utilizar excusado convencional de agua.
Una de las conclusiones de la investigación fue que esta idea de urbanización y progreso generada por el uso del inodoro de agua o WC es el principal obstáculo para la difusión y aceptación de una tecnología que puede representar una revolución en el bienestar de las personas y en el cuidado del ambiente: la gestión en seco de las excretas humanas.
Durante la realización de este proyecto se dieron los primeros pasos hacia el nuevo Water Care, gracias a los primeros prototipos realizados en colaboración con la Facultad de Ingeniería de la UNAM.

### Mejor manejo de la basura en la Ciudad de México
En 2011 Espacios realizó una investigación de campo sobre espacios urbanos y calidad de vida en dos colonias de Ciudad de México, la cual mostró que la basura doméstica acumulada en las calles era la principal preocupación de sus pobladores. Con base en los resultados de la investigación se diseñó una estrategia para modificar manejo familiar de los desechos sólidos domésticos, de forma que los mismos habitantes contribuyeran a mejorar su calidad de vida y dependieran menos de las autoridades para el manejo de sus desechos sólidos domésticos.
Esta estrategia, puesta en práctica a partir de 2012, ha consistido en compartir con la población los beneficios del manejo adecuado de sus residuos domésticos, pero sin pedirles un esfuerzo para ello. Con el apoyo de un donativo privado, Espacios opera un centro de acopio y compostaje que realiza la clasificación y venta de los desechos inorgánicos y elabora composta con los orgánicos; lo único que los participantes tienen que hacer es entregar sus desechos separados (orgánicos e inorgánicos) al encargado del centro de acopio, que los visita en sus casas para recogerlos.
A partir de 2013 se ha organizado una serie de talleres en donde se muestra a los participantes la forma de hacer composta con los desechos orgánicos y se les invita a trasplantar una planta a una maceta con la composta elaborada en el centro de acopio con sus propios residuos. Además, a quien así lo desea se le regala un pequeño compostero doméstico para que elabore composta en su propia casa.
A mediados de 2014 participan en el proyecto más de 70 familias aportando sus desechos, de las cuales 20 elaboran su propia composta en casa, además de muchas otras que separan sus desechos inorgánicos y los venden por su cuenta. Los talleres continúan y se espera que la dinámica del proyecto consiga que cada vez más familias se hagan cargo de sus propios residuos y se conviertan en un modelo para su manejo sustentable en un ambiente totalmente urbanizado.

### Water Care (Sanitario autosustentable para la Ciudad de México)
Gracias al apoyo del ICyT DF y en colaboración con un equipo de investigadores y estudiantes de la Facultad de Ingeniería de la UNAM encabezado por el Dr. Alejandro Ramírez Reivich (premio nacional de tecnología), Espacios, a partir de 2011 ha trabajado en el diseño de un modelo de sanitario ecológico seco único en su tipo, pues es apto para un entorno urbano, sencillo de instalar y usar, cómodo para quien está acostumbrado al escusado de agua, accesible económicamente para gran parte de la población y completamente respetuoso del ambiente, pues no usa agua y permite restituir al suelo las excretas humanas en forma de tierra fértil y libre de patógenos. El prototipo recibió las patentes internacionales en 2012
El impacto que este dispositivo tendrá abarca no solo el impacto ambiental, pues logrará un importante ahorro de agua y evitará la generación de agua residual negra (en el caso de la Ciudad de México puede llegar cada día a medio millón de metros cúbicos en el primer caso y dos millones de metros cúbicos en el segundo), sino también en lo económico, pues la tecnología para tratar agua residual gris es mucho más sencilla y barata que las plantas de tratamiento actuales.

## Colaboradores y Asociados
Los logros alcanzados por Espacios en sus más de dos décadas de existencia se han basado siempre en el trabajo en equipo, mediante colaboraciones con otras organizaciones de la sociedad civil, instituciones académicas, dependencias gubernamentales y personas, entre ellas la UNAM, Unicef, ICyT, Indesol, Tonoi-Tsonoyen, DIF Oaxaca, la Conabio y la Fundación Gonzalo Río Arronte.